# Skryjský potok (přítok Berounky)

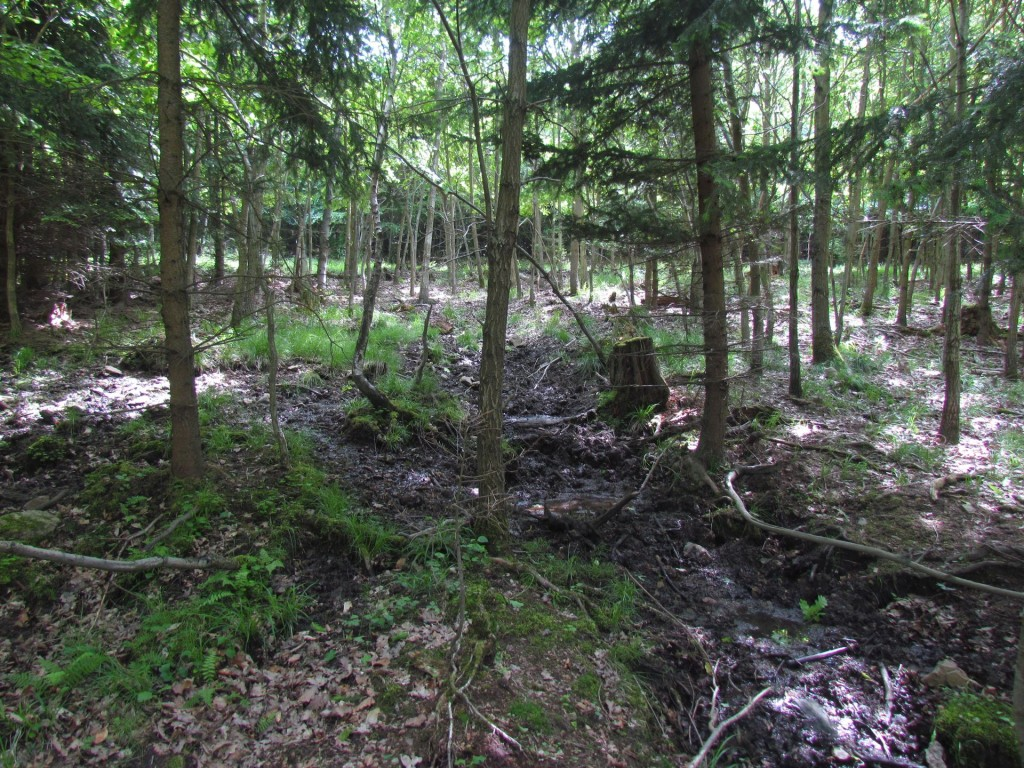
Pramen Skryjského potoka

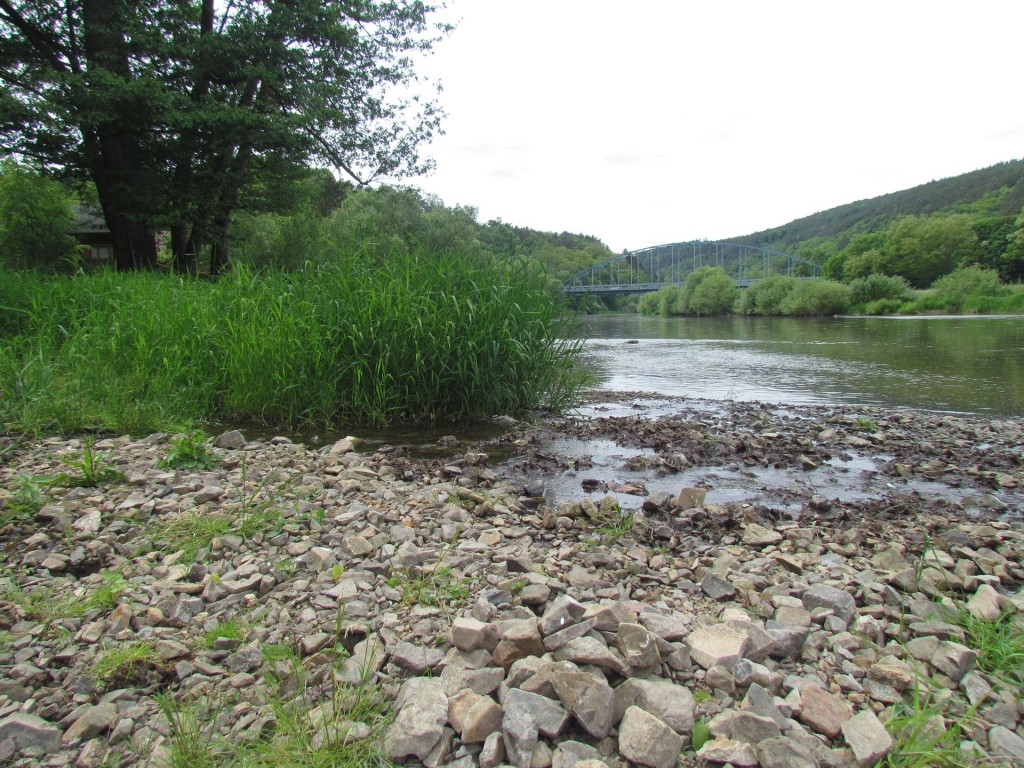
Ústí Skryjského potoka

Skryjský potok je pravostranný přítok řeky Berounky na jejím říčním kilometru 75. Celý tok o délce 2,8 km i víceméně celé povodí o rozloze 5,399 km² se nachází v katastru obce Skryje v okrese Rakovník ve Středočeském kraji. Správcem tohoto vodního toku jsou Lesy České republiky.

## Průběh toku
Potok pramení v lese na severním úbočí vrchu Bludný v nadmořské výšce 425 m n. m. Odtud směřuje prakticky stále k severu. Po cca 600 metrech toku se do něj vlévá vydatný levostranný přítok odvodňující oblast západně od prameniště Skryjského potoka a méně vydatnější pravostranný občasný tok. Po dalších 100 metrech potok kříží zpevněnou lesní cestu ze Skryj k lesní samotě Písky a tok přechází do údolí nacházejícího se východně od obce Skryje. Po přibližně 1,5 km toku od prameniště posiluje tok pravostranný bezejmenný přítok směrem od lesní samoty Písky. Těsně před tím, než potok ústí do řeky Berounky prochází v délce cca 250 metrů Luhem u obce Skryje, kde se dnes nacházejí především rekreační objekty.

## Zajímavosti
Dolní tok Skryjského potoka tvoří víceméně rozhraní mezi významnými geomorfologickými celky a to oblastí Plzeňská pahorkatina (celek Plaská pahorkatina, podcelek Kralovická pahorkatina, okrsek Radnická vrchovina) na západě a Brdskou oblastí (celek Křivoklátská vrchovina, podcelek Zbirožská vrchovina, okrsek Vlastecká vrchovina) na východě a jihu.
Podél dolního toku Skryjského potoka prochází Naučná stezka Skryjský luh přibližující zdejší přírodní poměry, zastoupenou flóru a faunu i historické zajímavosti této oblasti.

## Přístup
K pramenu Skryjského potoka se lze dostat po zelené turistické trase vedoucí od rozcestníku turistických cest RA037 před kostelem sv. Archanděla Michaela ve Skryjích jižně. V levotočivém ohybu lesní zpevněné (asfaltové) cesty, kde turistická trasa odbočuje vpravo k jihu a začíná kopírovat horní tok Skryjského potoka, začíná vlevo Naučná stezka Skryjský luh. Při cestě k pramenu Skryjského potoka je třeba po cca 600 metrech od místa, kde turistická stezka opouští zpevněnou lesní cestu, odbočit na lesní cestu vpravo, kde se po pravé straně po cca 100 metrech nachází prameniště tohoto potoka.
K ústí Skryjského potoka do Berounky lze dojít od pravobřežního předmostí skryjského mostu v Luhu po pravém břehu. Po 200 metrech odbočuje vpravo proti proudu Skryjského potoka Naučná stezka Skryjský luh, po dalších 50 metrech odbočuje žlutá turistická trasa vedoucí od mostu vpravo k hradu Týřovu. Ústí Skryjského je cca 50 metrů rovně od této odbočky.